# 본풀이
본풀이는 본(本)을 푼다는 뜻으로, 무당들이 굿을 할 때 제상 앞에 앉아서 노래하는 신의 내력담이다. 육지에도 본풀이가 있으나 대부분의 본풀이는 제주도 무가에 신화의 원형이 잘 보존된 상태로 남아 있다.

## 종류[2]
- 일반신 본풀이

사람의 일반적인 사항을 차지한 신들의 본풀이로 천지왕 본풀이, 삼승할망 본풀이, 마누라 본풀이, 초공 본풀이, 이공 본풀이, 삼공 본풀이, 차사 본풀이, 세경 본풀이, 지장 본풀이, 문전 본풀이, 칠성 본풀이, 군웅 본풀이 등이 있다.
- 당신 본풀이

각 마을의 당신 본풀이로 송당, 궤눼기당, 토산, 일뤳당, 여드렛당 등의 본풀이가 있다.
- 조상신 본풀이

각 집안의 행운을 지켜 보호해 주는 신의 본풀이로 나주 기민창 조상 본풀이, 구실할망 본풀이, 광청아기 본풀이, 고대장 본풀이, 양이목 본풀이, 양씨아미 본풀이, 현씨일월 본풀이, 윤대장 본풀이, 이만경 본풀이, 안판관 본풀이, 홍부일월 본풀이, 산신일월 본풀이, 불도일월 본풀이 등이 수집, 채록되어 있다.

## 목록
- 군웅본풀이
- 문전본풀이
- 삼공본풀이
- 세경본풀이
- 차사본풀이
- 천지왕본풀이

## 같이 보기
- 한국 신화